# Campionati mondiali di taekwondo a squadre
I Campionati mondiali di taekwondo a squadre  sono una competizione sportiva organizzata dalla World Taekwondo (WT), in cui si assegnano i titoli mondiali nella gara a squadre maschile, in quella femminile e in quella mista. 
I primi campionati mondiali di taekwondo a squadre furono organizzati nel 2006 e si svolgono con cadenza variabile.

## Edizioni
| Anno     | Città             | Nazione             |
| -------- | ----------------- | ------------------- |
| 2006     | Bangkok           | Thailandia          |
| 2009     | Baku              | Azerbaigian         |
| 2010     | Urumqi            | Cina                |
| 2012     | Santa Cruz        | Aruba               |
| 2013     | Abidjan           | Costa d'Avorio      |
| 2014     | Querétaro         | Messico             |
| 2015     | Città del Messico | Messico             |
| 2016     | Baku              | Azerbaigian         |
| 2017     | Abidjan           | Costa d'Avorio      |
| 2018     | Fujairah          | Emirati Arabi Uniti |
| 2019     | Wuxi              | Cina                |
| 2023 (N) | Goyang            | Corea del Sud       |
| 2023 (D) | Wuxi              | Cina                |
| 2024 (G) | Chuncheon         | Corea del Sud       |
| 2024 (D) | Wuxi              | Cina                |
| 2025 (L) | Chuncheon         | Corea del Sud       |
| 2025 (N) | Wuxi              | Cina                |

## Medagliere
Aggiornato all'edizione di luglio 2025
| Posiz. | Nazione        | Oro | Argento | Bronzo | Totale |
| ------ | -------------- | --- | ------- | ------ | ------ |
| 1      | Cina           | 11  | 4       | 6      | 21     |
| 2      | Corea del Sud  | 10  | 6       | 12     | 28     |
| 3      | Iran           | 7   | 6       | 2      | 15     |
| 4      | Russia         | 2   | 6       | 8      | 16     |
| 5      | Brasile        | 2   | 2       | 0      | 4      |
| 6      | Azerbaigian    | 2   | 0       | 2      | 4      |
| 7      | Turchia        | 1   | 2       | 6      | 9      |
| 8      | Messico        | 1   | 2       | 1      | 4      |
| 9      | Uzbekistan     | 1   | 1       | 1      | 3      |
| 10     | Marocco        | 0   | 4       | 4      | 8      |
| 11     | Costa d'Avorio | 0   | 3       | 4      | 7      |
| 12     | Francia        | 0   | 1       | 4      | 5      |
| 13     | Spagna         | 0   | 1       | 1      | 2      |
| 14     | Australia      | 0   | 1       | 0      | 1      |
| 15     | Kazakistan     | 0   | 0       | 3      | 3      |
| 16     | Belgio         | 0   | 0       | 2      | 2      |
| 17     | Taipei cinese  | 0   | 0       | 1      | 1      |
| 17     | Croazia        | 0   | 0       | 1      | 1      |
| 17     | Thailandia     | 0   | 0       | 1      | 1      |
| 17     | Stati Uniti    | 0   | 0       | 1      | 1      |
| Totale | Totale         | 37  | 37      | 62     | 136    |